# Bataille de Custoza (1866)
Pour la première bataille de Custoza, voir Bataille de Custoza (1848).
Guerre austro-prussienne-Troisième guerre d'Indépendance italienne
Batailles
- front austro-prussien

- Hühnerwasser
- Podol
- Trautenau
- Nachod
- Langensalza
- Oswiecim
- Münchengrätz
- Soor
- Skalitz
- Gitschin
- Königinhof
- Schweinschædel
- Sadowa (Königgrätz)
- Dermbach
- Kissingen
- Aschaffenbourg
- Hundheim
- Blumenau
- Tauberbischofsheim
- Werbach
- Helmstadt/Uettingen
- Gerchsheim
- Uettingen/Roßbrunn/Hettstadt

- front austro-italien

- Custoza
- Val Vestino
- Cimego
- Pieve di Ledro
- Monte Nota
- Monte Suello
- Lissa
- Bezzecca
- Primolano
- Borgo
- Cimego
- Levico
- Versa

Custoza ou Custozza, frazione ou hameau de Sommacampagna, dans la province de Vérone, en Vénétie, est le théâtre d'une bataille livrée le 24 juin 1866, pendant la guerre austro-prussienne de 1866 ou troisième guerre d'Indépendance italienne et lors de laquelle les troupes italiennes commandées par les généraux Alfonso La Marmora et Enrico Cialdini sont sévèrement battues par l'armée autrichienne de l'archiduc Albert de Habsbourg.

## Sources
- (it) Faldella, Emilio, Storia degli eserciti italiani da Emmanuelle Filiberti di Savoia ai nostri giorni, Bramante Editrice, Varese, 1976.